# Szwaby (Jamno)
Szwaby – część wsi Jamno w Polsce, położona w województwie łódzkim, w powiecie łowickim, w gminie Łowicz, przy drodze wojewódzkiej 704.
W latach 1975–1998 Szwaby administracyjnie należały do województwa skierniewickiego.